# Nagar (Panjab)
Nagar és un poble d'Himachal Pradesh al districte de Kangra a 32° 07′ N, 77° 14′ E / 32.117°N,77.233°E a l'esquerra del riu Beas a uns 25 km al nord de Sultanpur. La població el 1901 era de 591 habitants. Fou la capital dels rages de Kulu els quals hi tenien un palau en un turonet mirant al darrere del riu amb una altura d'uns 300 metres, que fou després residència del subcomissionat de Kulu, i fou seriosament damnat pel terratrèmol de 4 d'abril de 1905.
Vegeu: Principat de Nagar